# ورسای (میزوری)
ورسای (به انگلیسی: Versailles) یک شهر در ایالات متحده آمریکا است که در شهرستان مورگان، میزوری واقع شده‌است. ورسای ۶٫۰۳ کیلومتر مربع مساحت و ۲٬۴۸۲ نفر جمعیت دارد و ۳۱۵ متر بالاتر از سطح دریا واقع شده‌است.